# ألفرد مولر (منافس ألعاب قوى)
ألفرد مولر (بالألمانية: Alfred Müller)‏ هو منافس ألعاب قوى ألماني، ولد في 8 يونيو 1905 في إيلك في بولندا، وتوفي في 17 مارس 1959 في برلين في ألمانيا.

## وصلات خارجية
- ألفرد مولر على موقع أوليمبيديا (الإنجليزية)